# Tiếng Maleng
Tiếng Maleng, còn được gọi là Pakatan hay Bo, là một ngôn ngữ thuộc ngữ chi Việt của Lào và Việt Nam.
Tiếng Maleng được nói chủ yếu ở Khăm Muộn, Lào.
Tiếng Maleng có hệ thống bốn âm vực giống tiếng Thavưng (phân biệt về cả cao độ).
Tiếng Malieng, mặc dù có tên giống với Maleng, là một phương ngữ của tiếng Chứt (Chamberlain 2003, Sidwell 2009).

## Phương ngữ
Tiếng Maleng bao gồm ba cụm phương ngữ:
- Maleng (Mã Liềng); Kha Pakatan; Malang; Arem/Harème (Rivière 1902).[4] Phương ngữ con gồm Kha Muong Ben and Kha Bo (Fraisse 1950).[5]
- Mã Liềng, còn gọi là Pa Leng (Đặng Nghiêm Vạn và cộng sự 1986)[6]
- Khả Phong (trước đây là ngoại danh, nay cũng được dùng như danh tự); Maleng Kari; Maleng Bro. Còn gọi là Kha Nam Om (Fraisse 1949).[7] Người Khả Phong sống thành 2 đến 3 làng ở Lào, và một làng ở tỉnh Hà Tĩnh, Việt Nam. Tiếng kha Phong chịu ảnh hưởng mạnh mẽ bởi tiếng Lào. Maleng Bro đã được ghi lại bởi Michel Ferlus vào năm 1992 (xem Ferlus 1997[8]) và bởi Cuộc thám hiểm ngôn ngữ Nga-Việt 2012-2013.

## Phân bố
Tiếng Maleng được nói ở các làng sau của Lào và Việt Nam.
- Tỉnh Khăm Muộn, Lào
  - Nậm Huay
  - Pưng Kẹt
  - Song Khôn
  - Thượng nguồn sông Nrông
  - Xang Huay E An
- Tỉnh Quảng Bình (hơn 500 người) và tỉnh Hà Tĩnh (ở huyện Hương Khê; 133 người vào năm 2012), Việt Nam[3]
  - Hương Lâm
  - Hương Liên
  - Lâm Hóa